# Ostend Challenger 1995
L'Ostend Challenger 1995 è stato un torneo di tennis facente parte della categoria ATP Challenger Series nell'ambito dell'ATP Challenger Series 1995. Il torneo si è giocato a Ostenda in Belgio dal 10 al 16 luglio 1995 su campi in terra rossa.

## Vincitori

### Singolare
Johan Van Herck ha battuto in finale  Frédéric Fontang con il punteggio di 6–3, 6–2

### Doppio
Clinton Ferreira /  Aleksandar Kitinov hanno battuto in finale  Emanuel Couto /  Tomáš Anzari con il punteggio di 3–6, 7–6, 6–3